# 2021年ヒューストンMD-87離陸失敗事故
2021年ヒューストンMD-87離陸失敗事故は2021年10月19日にアメリカ合衆国ヒューストンで発生した航空事故である。
ヒューストン・エグゼクティブ空港からローガン国際空港へ向かっていた987 インベストメント LLC所有のマクドネル・ダグラス MD-87が離陸時に滑走路をオーバーランし、炎上した。 乗員3人と乗客18人は無事に機外へ避難したが、機体は火災により焼失した。

## 事故機

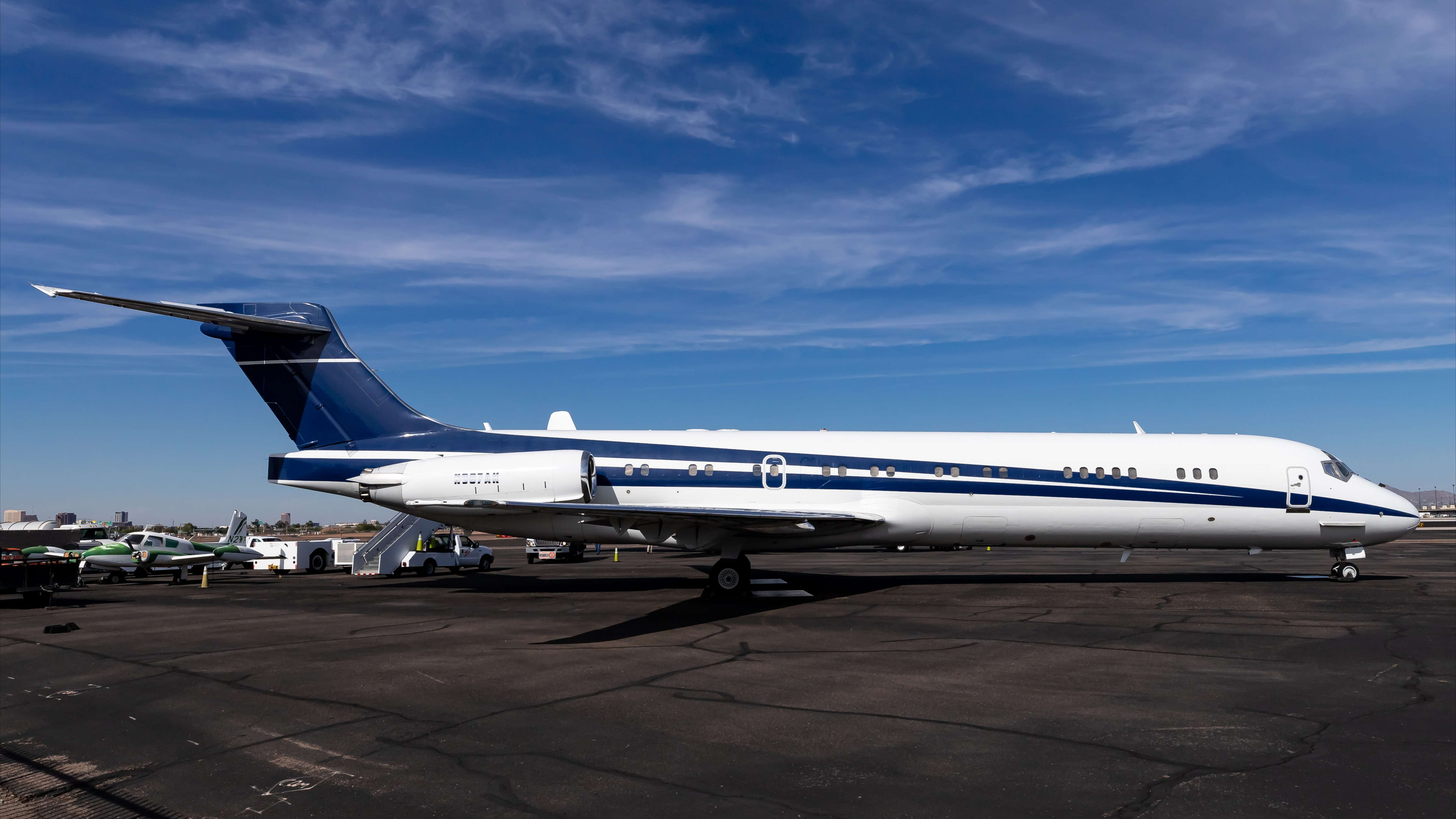
事故機のN987AK

製造から33年が経過していたマクドネル・ダグラス MD-87はN987AKとして登録されていた。同機は製造後、1988年にフィンエアーへOH-LMBとして納入された。2000年にN204AMとしてアエロメヒコ航空へ売却され、その後複数の航空会社で運用された。

## 事故の経緯
事故機はテキサス州ブルックシャーからマサチューセッツ州ボストンへ向かう国内非定期旅客便だった。乗客はボストン・レッドソックスの試合を観戦する予定だった。
MD-87は、午前10時頃に滑走路36からの離陸滑走を開始した。離陸速度に達し、機長は操縦桿を引こうとしたが反応せず、副操縦士も操縦桿を引こうとしたが機体を引き上げることはできず、。パイロットは離陸中止を試みたが機体は滑走路をオーバーランし、柵と電力線に接触した。MD-87は滑走路端から500m離れたところで停止し、直後に出火した。2人が負傷したが、乗員乗客21人全員が脱出に成功した。
消防隊は難燃剤を用いて火災を抑えることに成功した。機体は尾部を除いてほぼ全焼した。

## 事故調査

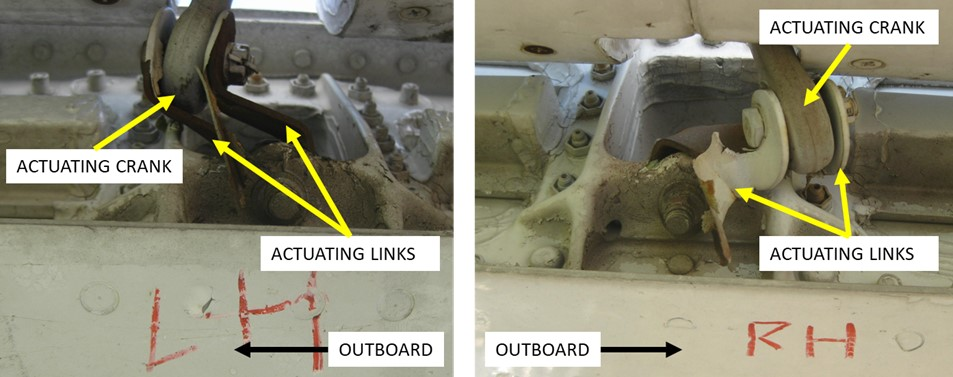
事故機の昇降舵クランク、左右ともに外側へ曲がっていた

国家運輸安全委員会（NTSB）が事故調査を開始した。フライトデータレコーダー（FDR）とコックピットボイスレコーダー（CVR）は残骸から回収された 。11月、NTSBは、事故機の両方の昇降舵が機首下げ位置で固定されていたことを公表した。同様の昇降舵の状態は、4年前にMD-83で発生したアメリスター・ジェット・チャーター9363便の事故でも見られた。FDRの記録から、タキシング中から昇降舵が機首下げ位置にあり、離陸速度に達してパイロットが操縦桿を引いても反応しなかったことが判明した。